# Martín Menacho
José Martín Menacho Aguilera (Santa Cruz de la Sierra, 7 de agosto de 1973) é um ex-futebolista profissional boliviano que atuava como atacante.

## Carreira
Martín Menacho se profissionalizou no Destroyers.

## Seleção
Martín Menacho integrou a Seleção Boliviana de Futebol na Copa das Confederações de 1999.